# Vertault
Vertault – miejscowość i gmina we Francji, w regionie Burgundia-Franche-Comté, w departamencie Côte-d’Or.
Według danych na rok 1990 gminę zamieszkiwały 42 osoby, a gęstość zaludnienia wynosiła 2 osoby/km² (wśród 2044 gmin Burgundii Vertault plasuje się na 868. miejscu pod względem liczby ludności, natomiast pod względem powierzchni na miejscu 414.).